# نبرد جمانو
نبرد جمانو (انگلیسی: Battle of Gemmano) نبردی میان ارتش آلمان (ورماخت) و نیروهای متفقین در جنگ جهانی دوم بود. این نبرد بخشی از عملیات زیتون بود که توسط متفقین و به منظور تهاجم به خط گوتیک (خط دفاعی آلمان‌ها در کوهستان آپنینی) در اوت ۱۹۴۴ بود. این تهاجم شامل ۴ حمله ارتش بریتانیا میان ۴ تا ۱۵ سپتامبر ۱۹۴۴ به خطوط دفاعی ارتش آلمان و اطراف روستای جمانو بود. روستا در جریان دومین حمله در ۹ سپتامبر تصرف شد. نبرد سنگین بود و به همین دلیل برخی تاریخ‌نگاران به این نبرد «کاسینوی آدریاتیک» (اشاره به نبرد مونته کاسینو) می‌گویند.